# إرنست أرنولد
إرنست أرنولد (بالألمانية: Ernst Arnold )‏ (و. 1903 – 1966 م) هو سياسي، من ألمانيا، كان عضوًا في الحزب النازي، والحزب الديمقراطي الحركان عضوًا في كتيبة العاصفة، توفي عن عمر يناهز 63 عاماً.

## مناصب
تولى منصب عضو البرلمان هسه.